# ضريح فضل بن شاذان
ضريح فضل بن شاذان (بالفارسية: آرامگاه فضل بن شاذان) ضريح تاريخي يعود إلى الدولة التيمورية والدولة الصفوية، ويقع في نيسابور. هذا المبنى هو قبر الفضل بن شاذان.